# David Jonsson
David Jonsson (4 de septiembre de 1993) es un actor británico. Comenzó su carrera en el West End. Es conocido por sus papeles en la serie Industry, de BBC Two y HBO (2020–), y las películas Rye Lane (2023) y Alien: Romulus (2024).
En 2022, Jonsson apareció en la lista de londinenses a seguir del Evening Standard y fue uno de los Hombres del Año de British GQ Honourees. Fue nombrado Bright Young Thing 2023 por Tatler.

## Primeros años
Jonsson creció en Custom House, un área de East London Docklands. Su padre era ingeniero informático en el aeropuerto de Heathrow, mientras que su madre trabajaba para la Policía Metropolitana. Describe su origen como criollo con herencia africana, caribeña y sueca.
Después de meterse en problemas en la escuela, Jonsson admitió a su madre que quería ser actor. Una vez que completó sus GCSE, Jonsson pasó dos años en Nueva York. Al regresar a Londres a la edad de 18 años, se unió al National Youth Theatre y ganó una beca para estudiar en la Real Academia de Arte Dramático (RADA), donde se graduó con una Licenciatura en Actuación en 2016.

## Carrera
Al graduarse de la RADA, Jonsson participó en su debut teatral profesional como William Davison en la obra Mary Stuart en el Teatro Almeida. La producción se transfirió al Duke of York's Theatre a principios de 2017, lo que marcó el debut de Jonsson en el West End. Ese mismo año, apareció nuevamente en el West End, esta vez en Don Juan in Soho junto a David Tennant en el Wyndham's Theatre.
En 2018, Jonsson hizo su debut televisivo en dos episodios del drama detectivesco de ITV Endeavour. Escribió, dirigió y protagonizó un cortometraje titulado Gen Y. Al año siguiente, interpretó al personaje recurrente Isaac Turner en la segunda serie del thriller de espionaje de Fox UK Deep State.
A partir de 2020, Jonsson interpreta a Augustus "Gus" Sackey en el drama de BBC Two y HBO Industry. Para prepararse para el papel, visitó las alma mater del personaje, Eton College y la Universidad de Oxford, para familiarizarse con un trasfondo tan diferente al suyo. Jonsson ganó un premio Black British Theatre Award 2021 por su actuación en and breathe... en el Almeida. Presentó el episodio de Jean Michel Basquiat de Great Lives para BBC Radio 4.
Jonsson hizo su debut cinematográfico junto a Vivian Oparah en la comedia romántica Rye Lane, que se estrenó en el Festival de Cine de Sundance de 2023 con gran éxito de crítica. En 2024 interpretó al androide Andy en la cinta Alien: Romulus, del director Fede Álvarez. Además tiene papeles en las próximas películas God's Spy y Benn/Eubank.

## Filmografía
| Año           | Título                              | Papel                 | Notas                                    |
| ------------- | ----------------------------------- | --------------------- | ---------------------------------------- |
| 2018          | Endeavour                           | Cromwell Ames         | 2 episodios                              |
| 2018          | Gen Y                               | Theo                  | Cortometraje; también director, escritor |
| 2019          | Deep State                          | Isaac Turner          | 6 episodios (serie 2)                    |
| 2020–presente | Industry                            | Augustus "Gus" Sackey | Protagonista                             |
| 2021          | The Booker Prizes 2021: The Promise | Storyteller           | Cortometraje                             |
| 2023          | Rye Lane                            | Dom                   |                                          |
| 2024          | Alien: Romulus                      | Andy                  |                                          |
| —             | God's Spy                           | Frank Fisher          |                                          |
| —             | Benn/Eubank                         | Chris Eubank          |                                          |

## Teatro
| Año       | Título           | Papel           | Notas                                             |
| --------- | ---------------- | --------------- | ------------------------------------------------- |
| 2016–2017 | Mary Stuart      | William Davison | Almeida Theatre / Duke of York's Theatre, Londres |
| 2017      | Don Juan in Soho | Col             | Wyndham's Theatre, Londres                        |
| 2021      | and breathe...   | Junior          | Almeida Theatre, Londres                          |